# Squadre di nuoto sincronizzato ai Giochi della XXXI Olimpiade
Di seguito l'elenco delle sincronette convocate per i Giochi della XXXI Olimpiade.

## Formazioni[1]
NB: in grassetto le rappresentanti della gara di duo, mentre in corsivo le riserve.
| Australia            |                   |
| Sincronetta          | Data di nascita   |
| Hannah Cross         | 29 gennaio 1997   |
| Bianca Hammett       | 12 settembre 1990 |
| Danielle Kettlewell  | 17 novembre 1992  |
| Nikita Pablo         | 8 gennaio 1995    |
| Emily Rogers         | 25 marzo 1998     |
| Cristina Sheehan     | 26 settembre 1998 |
| Amber-Rose Stackpole | 25 maggio 1995    |
| Amie Thompson        | 31 gennaio 1996   |
| Deborah Tsai         | 18 dicembre 1994  |

| Brasile               |                  |
| Sincronetta           | Data di nascita  |
| Luisa Borges          | 20 aprile 1996   |
| Maria Bruno           | 28 agosto 1992   |
| Beatriz Feres         | 22 febbraio 1988 |
| Branca Feres          | 22 febbraio 1988 |
| Maria Clara Lobo      | 3 settembre 1998 |
| Maria Eduarda Miccuci | 7 gennaio 1995   |
| Lorena Molinos        | 2 marzo 1991     |
| Pâmela Nogueira       | 17 luglio 1988   |
| Lara Teixeira         | 26 novembre 1987 |

| Cina          |                  |
| Sincronetta   | Data di nascita  |
| Gu Xiao       | 18 marzo 1993    |
| Guo Li        | 11 maggio 1993   |
| Huang Xuechen | 25 febbraio 1990 |
| Li Xiaolu     | 7 novembre 1992  |
| Liang Xinping | 31 luglio 1994   |
| Sun Wenyan    | 27 dicembre 1989 |
| Tang Mengni   | 8 aprile 1994    |
| Yin Chengxin  | 5 febbraio 1995  |
| Zeng Zhen     | 28 novembre 1993 |

| Egitto             |                   |
| Sincronetta        | Data di nascita   |
| Leila Abdelmoez    | 30 settembre 1996 |
| Samia Ahmed        | 20 gennaio 1996   |
| Nariman Aly        | 29 settembre 1998 |
| Nour El-Ayoubi     | 16 gennaio 1997   |
| Jomana El-Maghrabi | 21 giugno 1995    |
| Dara Hassanien     | 1º aprile 1996    |
| Salma Negmeldin    | 5 marzo 1996      |
| Nada Saafan        | 10 settembre 1996 |
| Nehal Saafan       | 10 settembre 1996 |

| Giappone        |                   |
| Sincronetta     | Data di nascita   |
| Aika Hakoyama   | 27 luglio 1991    |
| Aiko Hayashi    | 17 novembre 1993  |
| Yukiko Inui     | 4 dicembre 1990   |
| Kei Marumo      | 6 marzo 1992      |
| Risako Mitsui   | 23 settembre 1993 |
| Kanami Nakamaki | 5 giugno 1992     |
| Mai Nakamura    | 13 gennaio 1989   |
| Kano Omata      | 24 luglio 1996    |
| Kurumi Yoshida  | 1º dicembre 1991  |

| Italia               |                   |
| Sincronetta          | Data di nascita   |
| Elisa Bozzo          | 8 maggio 1987     |
| Beatrice Callegari   | 20 dicembre 1991  |
| Camilla Cattaneo     | 12 febbraio 1990  |
| Linda Cerruti        | 7 ottobre 1993    |
| Francesca Deidda     | 16 gennaio 1992   |
| Costanza Ferro       | 5 luglio 1993     |
| Manila Flamini       | 18 settembre 1987 |
| Mariangela Perrupato | 15 settembre 1988 |
| Sara Sgarzi          | 27 maggio 1986    |

| Russia                |                   |
| Sincronetta           | Data di nascita   |
| Vlada Čigirëva        | 18 dicembre 1994  |
| Natal'ja Iščenko      | 8 aprile 1986     |
| Svetlana Kolesničenko | 20 settembre 1993 |
| Aleksandra Packevič   | 4 novembre 1988   |
| Elena Prokof'eva      | 2 agosto 1994     |
| Svetlana Romašina     | 21 settembre 1989 |
| Alla Šiškina          | 2 agosto 1989     |
| Marija Šuročkina      | 30 giugno 1995    |
| Gelena Topilina       | 11 gennaio 1994   |

| Ucraina            |                   |
| Sincronetta        | Data di nascita   |
| Lolita Ananasova   | 9 luglio 1992     |
| Olena Hrečychina   | 11 luglio 1991    |
| Dar'ja Juško       | 5 febbraio 1985   |
| Oleksandra Sabada  | 6 gennaio 1991    |
| Kateryna Sadurs'ka | 19 luglio 1992    |
| Anastasija Savčuk  | 2 marzo 1996      |
| Ksenija Sydorenko  | 2 luglio 1986     |
| Anna Vološyna      | 26 settembre 1991 |
| Ol'ha Zolotar'ova  | 27 dicembre 1994  |